# Electone

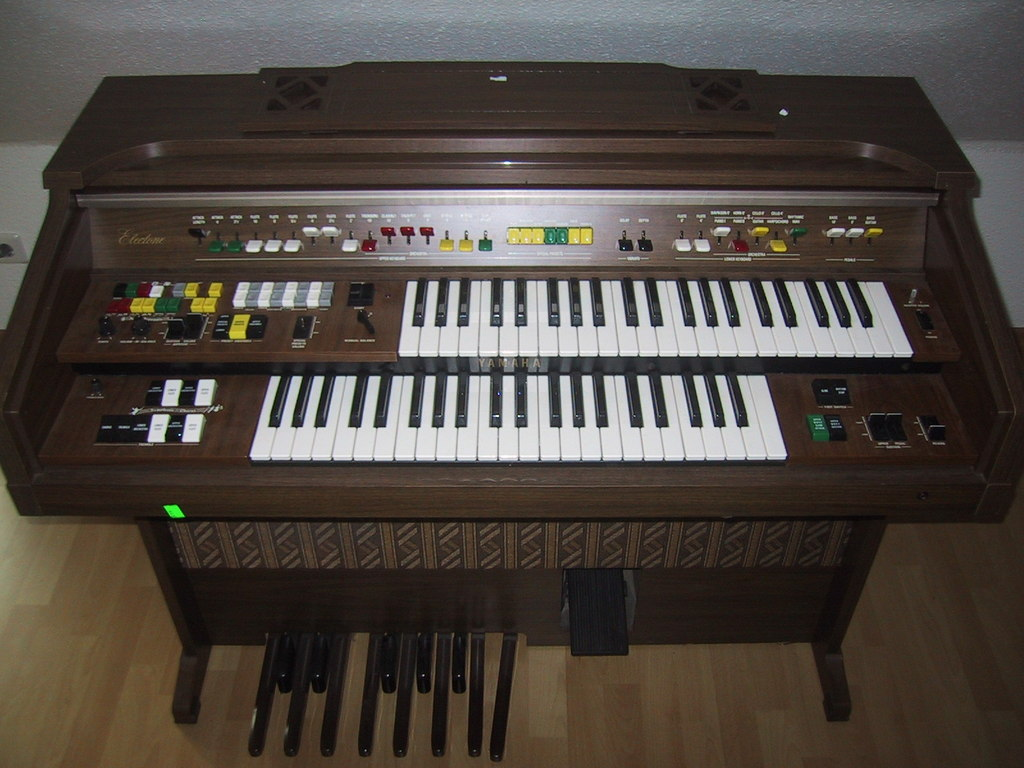
Un Electone C-35 (1978).

"Electone" est à la fois le nom de produit et une marque déposée désignant les orgues électroniques produits par Yamaha depuis 1959.
L'origine du nom, électone, date de 1939. En effet, un piano électronique né en Amérique fut appelé ainsi. Il avait la particularité de combiner le mécanisme du piano, avec des combinaisons de circuits électriques destinés à amplifier les sons d'une part et à modifier leur timbre à volonté pour imiter des instruments à cordes ou à vent,.
Le premier Electone fut créé en 1959 sous le nom D-1, les tout derniers, à partir de 2004, se nomment Stagea.

## Particularités
La plupart des orgues Electone sont des "orgues de salon", ils disposent en général de 2 ou 3 claviers (de 37 à 61 touches), d'un pédalier (de 13 à 25 pédales), d'une pédale de volume et d'un système d'amplification intégrés dans un meuble. Les modèles les plus évolués sont équipés de différents effets : réverbération, vibrato, chorus, son tournant..., d'une boite à rythmes et d'un système d’accompagnement automatique. Il existe également quelques modèles portables, de scène avec amplification séparée.

## Historique

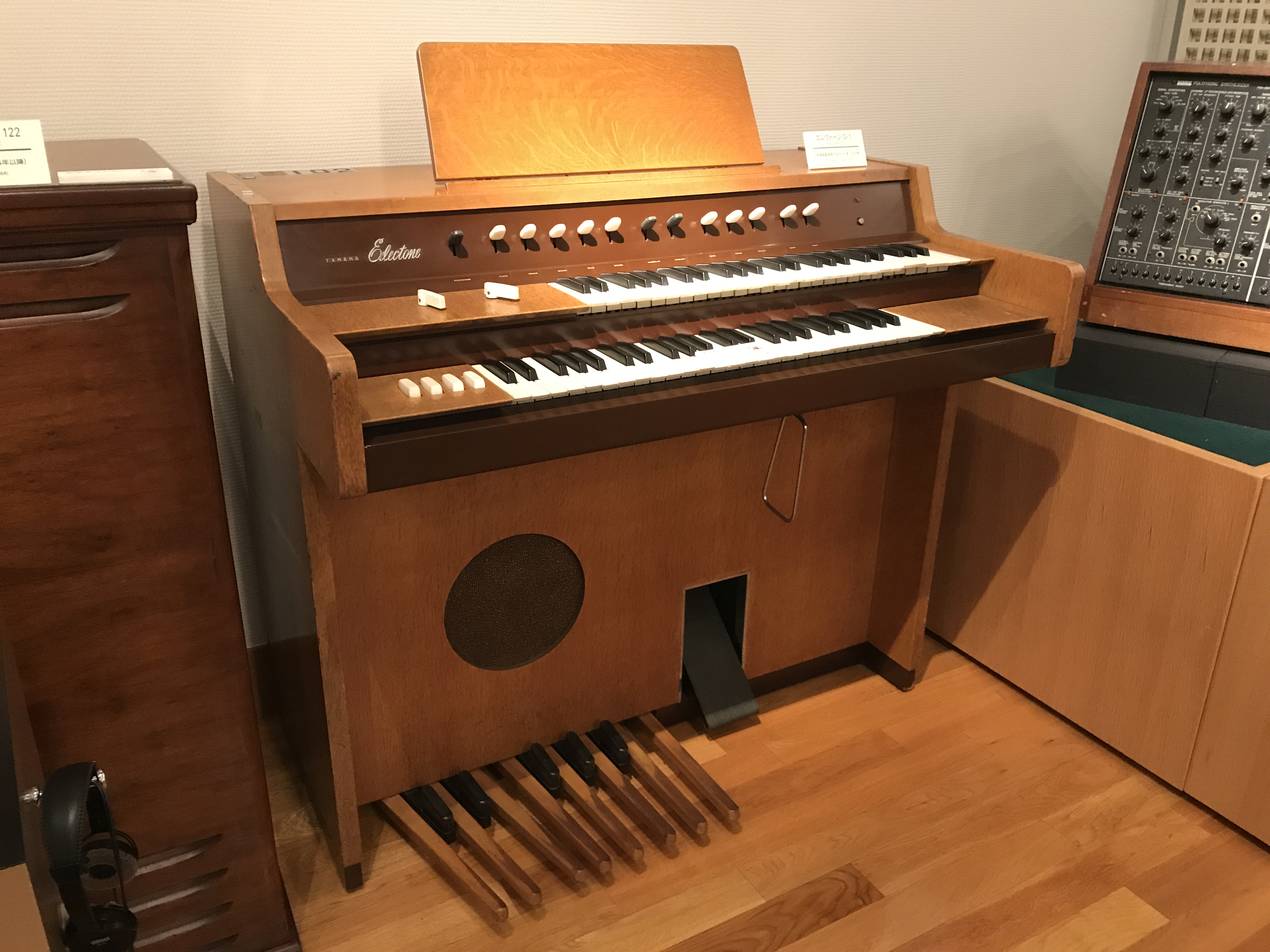
Orgue Electone D-1 (1959-1962).

En 1958, le "E-T" est le premier prototype d'Electone, développé par Yamaha comme une expérience pour fabriquer plus de produits Electone à l'avenir. Le modèle E-T se compose d'une console, de quatre oscillateurs, d'un dispositif d'élargissement spatial du son et de trois haut-parleurs. La console est constituée de trois claviers de 61 notes, d'un pédalier de 32 notes et de 171 commutateurs divers. Des enregistrements ont ensuite été publiés dans un album de Noël, nommé "Christmas Melodies in Yamaha Electone", connu sous le nom "クリスマスメロディーズ・イン・ヤマハエレクトーン" en japonais, et "Mélodies de Noël dans Yamaha Electone" en français. Sorti en 1958 et joué par Shiro Michi (道志郎).
Le premier Electone, le D-1 en 1959, est un des premiers orgues utilisant uniquement des transistors et non plus des tubes à vide.

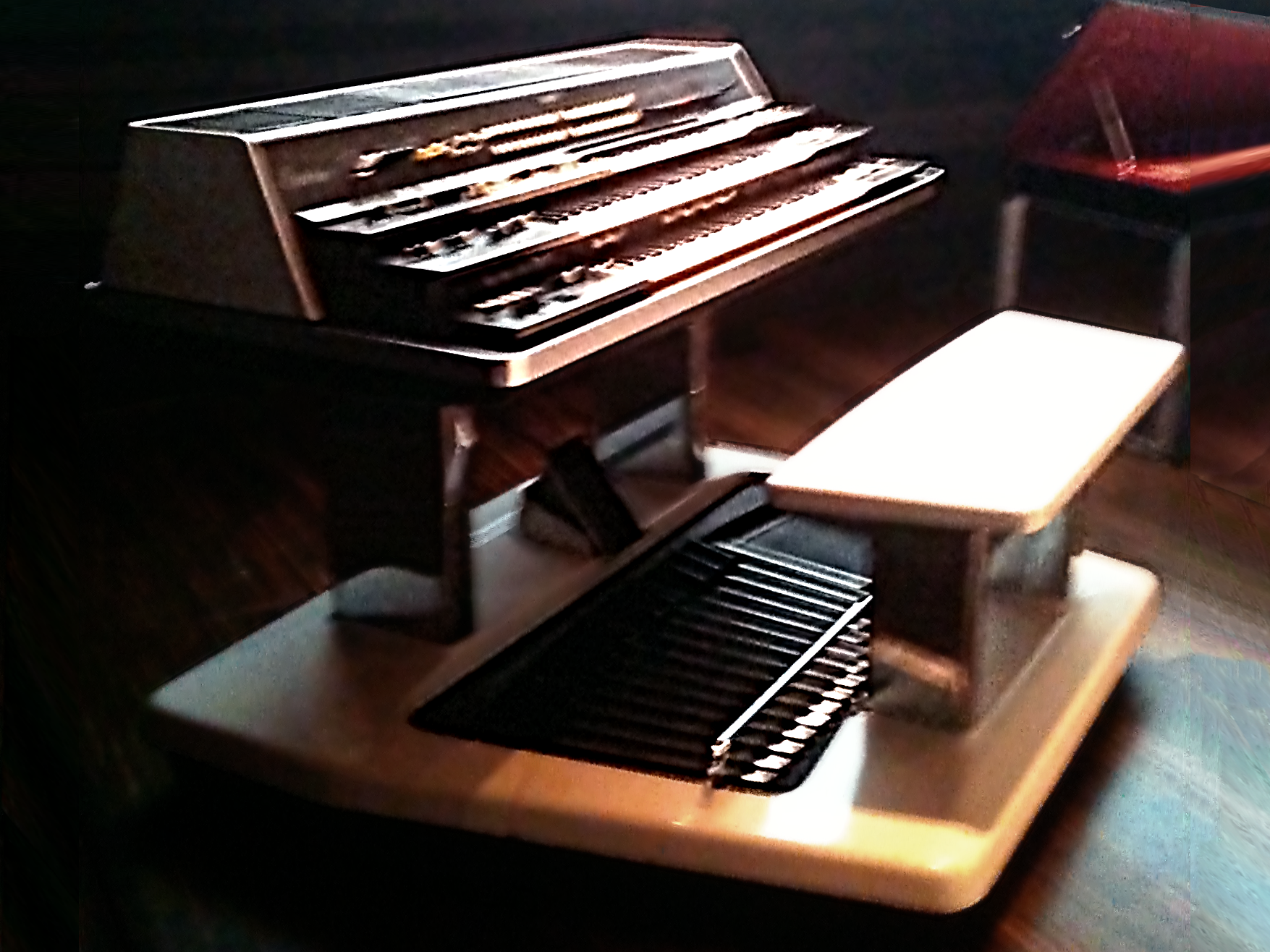
Yamaha GX-1 (1975).

En 1975 apparaissent les premiers orgues basés sur une structure de synthétiseur polyphonique : il n'y a plus un générateur de son élémentaire par touche mais 8 générateurs plus évolués (pour une polyphonie de 8 notes) assignés à tour de rôle aux différentes touches pressées. Le GX-1 est le modèle phare de cette époque.

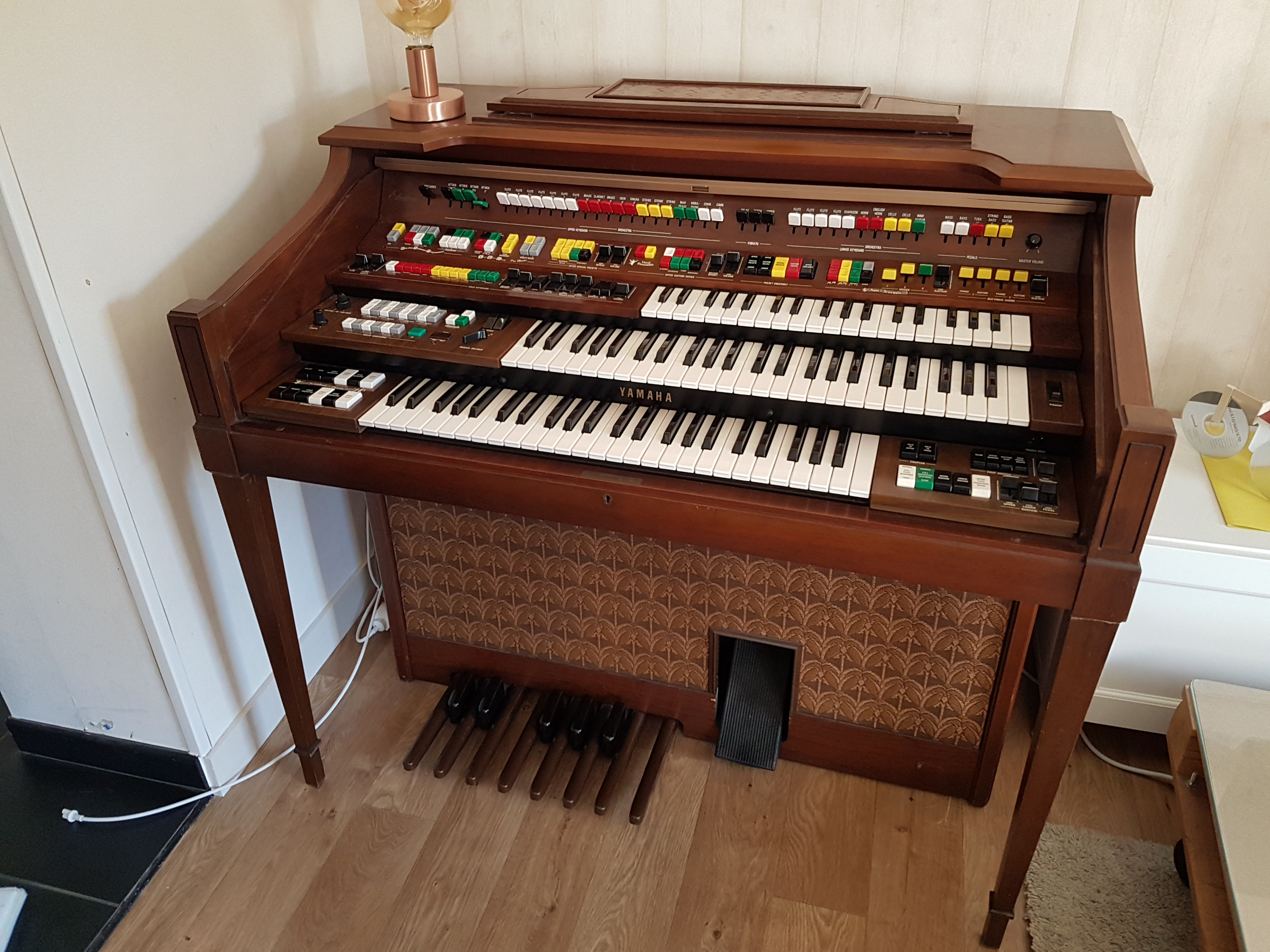
D-85 (1981).

À partir de 1977, Yamaha utilise une technologie hybride numérique/analogique pour la production des sons appelée PASS (Pulse Analog Synthesis System). La lettre (de A à E) qui sert de préfixe dans le nom des modèles donne le positionnement dans la gamme : A-xx est l'entrée de gamme et E-xx est le haut de gamme avec 2 claviers de 61 notes. Le modèle D-85 (1981) est par exemple un haut de gamme à 3 claviers.
En 1981, Yamaha commercialise le premier orgue utilisant la synthèse de sons FM : le modèle F-70 qui sera ensuite suivi des séries FX, FS, FE, FC.
En 1987, Yamaha apporte à ses orgues la technologie des sons échantillonnés (AWM) en plus de la FM. Il s'agit des séries HA/HC/HE/HK/HS/HX.
En 1998, Yamaha introduit un nouveau mode de synthèse basé sur la modélisation physique (VA ou Virtual Acoustic) dans son modèle EL-900.